# 代數函數
代數函數是指只包含常数与自变量相互之间有限次的加、減、乘、除、有理指数幂和開方六种运算的函數。非代數函數則稱為超越函數。

## 例子
{\displaystyle y=x^{2}}表示一拋物線的方程，一以{\displaystyle x}為變數的二次代數函數。